# 喬治·科捷
喬治·瑪利·馬丁·科捷（法語：Georges Marie Martin Cottier；1922年4月25日—2016年3月31日），是瑞士籍天主教司鐸級樞機。也是聖座教廷內務管理處榮休神師。

## 生平
喬治生於1922年4月25日瑞士日內瓦州市區以北的一座城市塞利尼。他於1951年7月2日，在宣道兄弟會晉鐸。直到，1952年在羅馬宗座聖多瑪斯大學獲得哲學和神學。他曾在日內瓦和弗里堡的大學任教授。於1989年，成為國際神學委員會秘書（International Theological Commission ）。1990年，被任為聖座教廷內務管理處神師。
2003年10月21日晉牧，並時任教宗若望·保祿二世任命為執事級樞機，領銜圖利亞總教區總主教。2014年6月12日，被時任教宗方濟各任為司鐸級樞機，聖道明聖西斯篤領銜堂區司鐸。於2016年3月16日在梵蒂岡城去世，享年93歲。